# Diseño guiado por el dominio
El diseño guiado por el dominio, en inglés: domain-driven design (DDD), es un enfoque para el desarrollo de software con necesidades complejas mediante una profunda conexión entre la implementación y los conceptos del modelo y núcleo del negocio.
El DDD no es una tecnología ni una metodología, este provee una estructura de prácticas y terminologías para tomar decisiones de diseño que enfoquen y aceleren el manejo de dominios complejos en los proyectos de software.
El término fue acuñado por Eric Evans en su libro "Domain-Driven Design - Tackling Complexity in the Heart of Software".

## Premisas
Las premisas del DDD son las siguientes:
- Poner el foco primario del proyecto en el núcleo y la lógica del dominio.
- Basar los diseños complejos en un modelo.
- Iniciar una creativa colaboración entre técnicos y expertos del dominio para interactuar lo más cercano posible a los conceptos fundamentales del problema.

## Ejemplos de DDD
- Puede verse el ejemplo de aplicación DDD Java en el libro Domain-Driven Design.[1][2]